# Nárameč

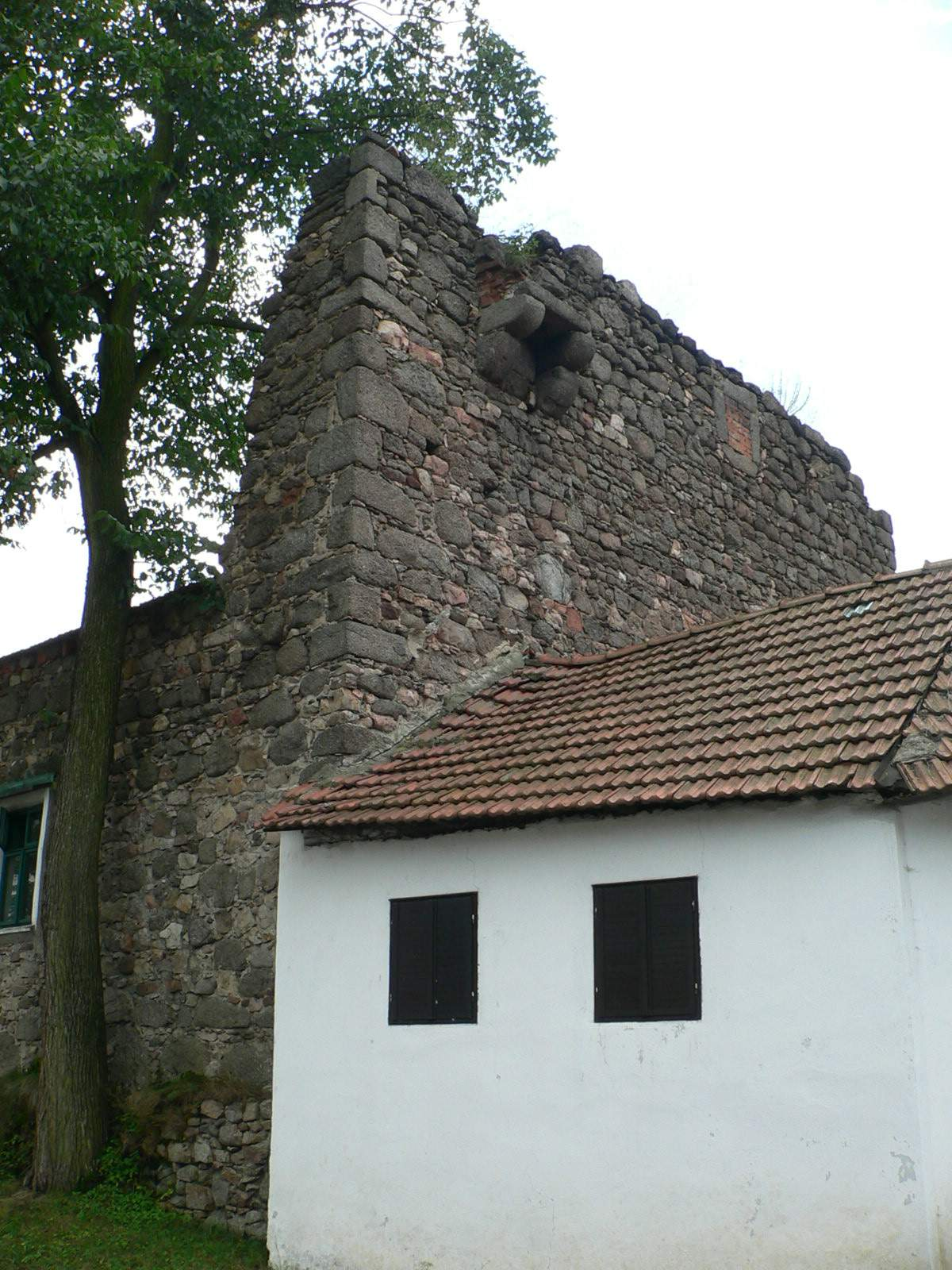
Feste Nárameč

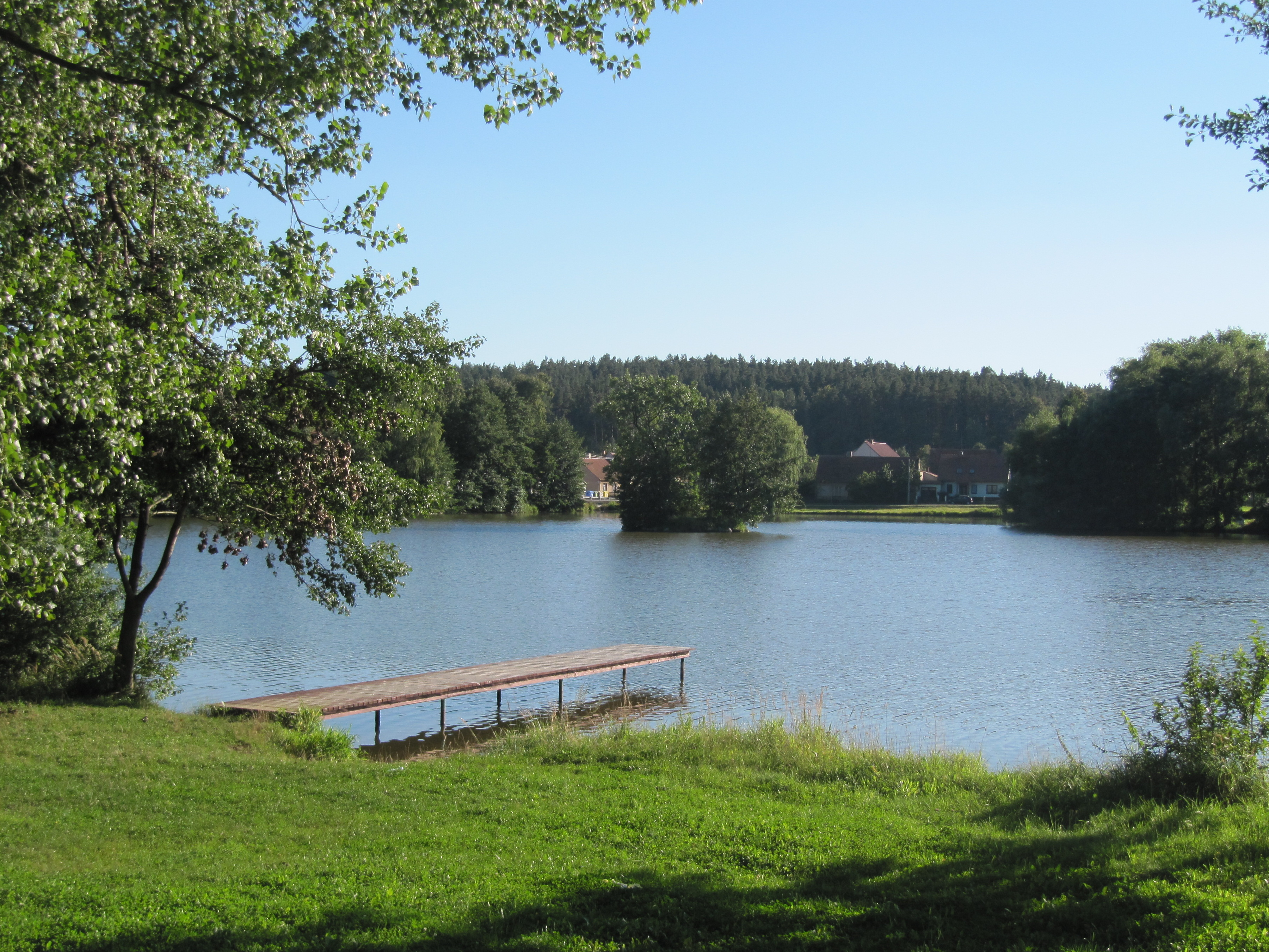
Teich Gbel

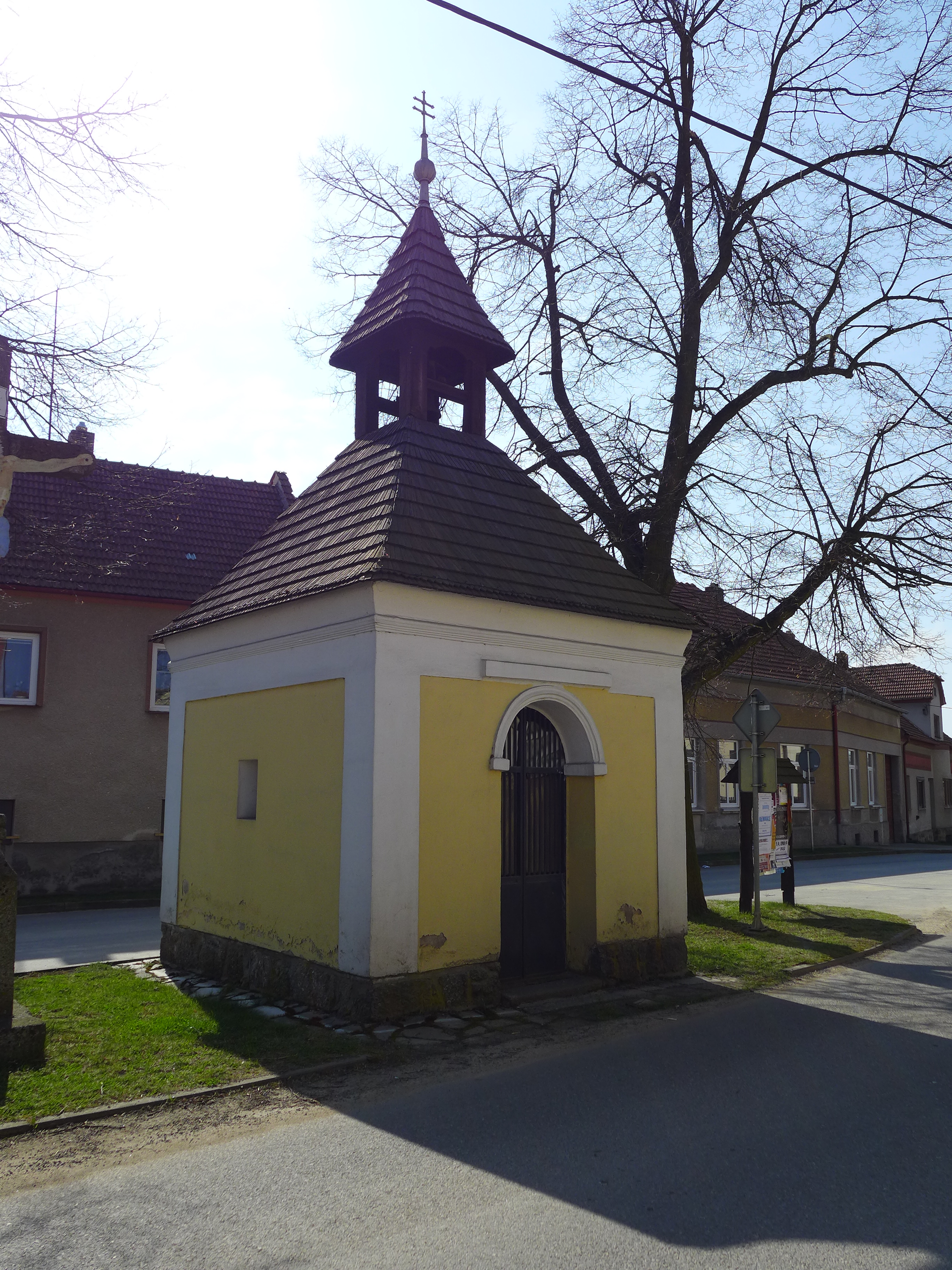
Kapelle des hl. Johannes von Nepomuk

Nárameč (deutsch Narametsch) ist eine Gemeinde in Tschechien. Sie liegt neun Kilometer nordöstlich von Třebíč und gehört zum Okres Třebíč.

## Geographie
Nárameč befindet sich in der Třebíčská kotlina (Trebitscher Becken) im Süden der Böhmisch-Mährischen Höhe. Durch das Dorf fließt der Bach Mlýnský potok, der hier in den Teichen Podstránský rybník, Gbel, Gbeláček, Klenek und Jaša angestaut wird. Nárameč liegt an der Staatsstraße II/390 zwischen Rudíkov und Tasov. Die Gemeinde ist Teil des Naturparks Třebíčsko.
Nachbarorte sind Obora, Oslavička und Hodov im Norden, Věterák und Budišov im Nordosten, Holeje im Osten, Topol, Doubrava und Kojatín im Südosten, Valdíkov, Mlýnek und Hostákov im Süden, Ptáčov im Südwesten, Trnava und Přeckov im Westen sowie Nový Dvůr, Hroznatín und Rudíkov im Nordwesten.

## Geschichte
Die erste schriftliche Erwähnung von Nárameč erfolgte 1104 in der Gründungsurkunde des Benediktinerklosters Třebíč. Im Jahre 1349 übernahmen die Brüder Mikuláš und Přešek von Nárameč sämtlichen Besitz in Naramez und Hunín. 1370 wurde Mikuláš von Trmačov als Besitzer von Nárameč erwähnt, er verkaufte das Gut 1373 an Bohušek von Vaneč (Bohuslaw von Eywanč). Dieser ließ wahrscheinlich zwischen 1373 und 1379 die Feste errichten; nach seinem Tod erwarb Bušek von Nárameč den Besitz. Zu Beginn des 15. Jahrhunderts erlosch das Vladikengeschlecht von Nárameč. Markgraf Jobst belehnte daraufhin im Jahre 1410 die Brüder Zbyněk und Mikuláš von Stichovice mit der Feste Nárameč. Wenig später war Zbyněk von Stichovice alleiniger Besitzer von Nárameč; seinem Bruder Mikuláš verkaufte er 1415 das Gut Rudíkov. Nachfolgende Grundherren waren Zbyněks Sohn Mikeš und nach dessen Tod Jan Konšelský von Jinošov und Puklice. Konšelskýs Erben verkauften die Feste und das Dorf um 1476 für 1700 ungarische Dukaten an Tomáš von Kojčín. Im Jahre 1490 kauften die Brüder Jan und Petr Mrakeš von Noskov das Gut Nárameč und schlugen es ihrer Herrschaft Budišov zu, bei der Nárameč die nächsten dreieinhalb Jahrhunderte verblieb. Zwischen 1536 und 1560 gaben die Herren Mrakeš die Feste Nárameč auf und überließen sie dem Verfall. Als Georg Mrakeš von Noskov und seine Frau Katharina, geborene von Sternberg 1561 das Gut Nárameč an Jan Martínkovský von Rozseč veräußerten, wurde die Feste als wüst bezeichnet. Im 1642 angelegten Budischauer Burgrechtsregister sind 17 Grundstücke in Nárameč aufgeführt. Um 1690 verkauften die Brüder Prosper, Anton und Leopold von Fürstenberg-Stühlingen die wüste Feste als Wohngebäude an die Familie Tůmov. Die Narametscher Mühle ist seit 1762 nachweislich. Zu Beginn des 19. Jahrhunderts ließ der Grundherr Joachim von Stettenhofen das Dorf erweitern; zwischen dem Dorfplatz und der Teichstätte des trockengelegten Topolský rybník entstand eine neue Straße, zudem wurde auf dem Damm des Teiches Gbel eine Häuslersiedlung angelegt.
Im Jahre 1842 bestand das im Iglauer Kreis gelegene Dorf Narametsch bzw. Narameč aus 48 Häusern, in denen 365 Personen lebten. Im Ort gab es einen Meierhof, eine Mühle sowie Mauerreste der Feste. Pfarrort war Budischau. Bis zur Mitte des 19. Jahrhunderts blieb Narametsch der Allodialherrschaft Budischau untertänig.
Nach der Aufhebung der Patrimonialherrschaften bildete Nárameč / Narametsch ab 1849 einen Ortsteil der Marktgemeinde Budischau im Gerichtsbezirk Trebitsch. Ab 1869 gehörte Nárameč zum Bezirk Trebitsch. Zu dieser Zeit hatte das Dorf 407 Einwohner und bestand aus 53 Häusern. 1874 löste sich Nárameč von Budišov los und bildete eine eigene Gemeinde. Im gleichen Jahre wurde die Dorfschule eingeweiht. Die Narametscher Mühle stellte 1892 den Betrieb für immer ein. 1904 erfolgte die Gründung der Freiwilligen Feuerwehr. Im Jahre 1900 lebten in Nárameč 447 Personen; 1910 waren es 461. In der Ortsmitte wurde 1909 ein neues Schulhaus errichtet. 1912 entstand auf dem Dorfplatz ein Feuerwehrdepot. Beim Zensus von 1921 lebten in den 68 Häusern des Dorfes 453 Personen, davon 452 Tschechen und ein Deutscher. Die Elektrifizierung des Dorfes erfolgte 1927. Im Jahre 1930 bestand Nárameč aus 74 Häusern und hatte 379 Einwohner. Zwischen 1939 und 1945 gehörte Nárameč / Narametsch zum Protektorat Böhmen und Mähren. Die Buslinie Třebíč-Nárameč-Tasov wurde 1939 aufgenommen. Im Jahre 1950 hatte das Dorf 386 Einwohner. 1952 entstand die JZD Nárameč, sie wurde 1975 mit den JZD Budišov, Kamenná, Studnice, Rohy und Hodov zusammengeschlossen. Der Abriss des Feuerwehrdepots auf dem Dorfplatz erfolgte 1975. Ein Jahr später wurde Nárameč erneut nach Budišov eingemeindet. Die Grundschule wurde 1978 geschlossen. Am 12. Juli 1984 hinterließ ein Sturm schwere Schäden, ein großer Teil des Waldes mit über 100-jährigen Bäumen wurde niedergelegt. Seit 1990 besteht die Gemeinde Nárameč wieder. Seit 2000 führt die Gemeinde ein Wappen und Banner. Beim Zensus von 2001 lebten in den 124 Häusern von Nárameč 362 Personen.

## Gemeindegliederung
Für die Gemeinde Nárameč sind keine Ortsteile ausgewiesen. Zu Nárameč gehören die Einschichten Mlýnek (Narametscher Mühle), Nový Dvůr (Neuhof), Obora (Stettenhof) und Topol (Karlshof).

## Sehenswürdigkeiten
- Feste Nárameč, erbaut zwischen 1373 und 1379. Sie wurde um 1560 aufgeben und 1690 an die Familie Tůmov verkauft. Die Ruine befindet sich noch heute im Besitz der Familie und wird von ihr erhalten.
- Kapelle des hl. Johannes von Nepomuk, erbaut im 18. Jahrhundert, sie wurde 1992 instand gesetzt. Neben der Kapelle steht ein mächtiges Steinkreuz aus dem Jahre 1840.
- Gedenkstein für die Gefallenen des Ersten Weltkrieges, enthüllt 1921 vor der Schule, 1975 wurde er auf den Dorfplatz versetzt.
- Mehrere alte Eichen am Podstránský rybník